# Carlota Vizmanos
Carlota Vizmanos (Madrid, 25 de julio de 1987) es una periodista y presentadora de televisión especializada en deportes española.

## Biografía
Licenciada en periodismo en la Universidad CEU San Pablo de Madrid en el año 2010. Posteriormente cursó un máster especializado en Televisión en la Universidad de Nebrija. Comenzó trabajando en Antena 3 en los informativos y en el programa magazine "Espejo Público" presentado por Susana Griso. Un año después pasa a formar parte de 13tv donde presentó distintos espacios en el programa "Te Damos la Mañana" de Inés Ballester. 
En el año 2013 ficha por Onda Cero para formar parte de el programa deportivo nocturno "Al primer toque". A finales de 2014 recibe la llamada de Real Madrid Televisión, comienza  a trabajar en la cadena del club blanco como reportera viajando con el Real Madrid para pocos meses después ponerse al frente de los innformativos como presentadora. 
En 2016 ficha por TVE para presentar el programa Estadio 1 junto a Paco Caro y Juan Carlos Rivero. Programa que se emitía los fines de semana en prime time y que contenía los resúmenes de todos los partidos de la jornada de La liga así como espacios destinados al análisis y debate de los mismos. Meses después y tras el final del programa Estadio 1, Carlota regresa a Real Madrid Televisión para volver a ponerse al frente de los informativos del canal. 
En 2017 comienza a colaborar con Telemundo (NBC, EE. UU.) cubriendo la Copa Confederaciones de la FIFA desde Rusia como reportera. En 2018, también como reportera, cubre el Mundial de Fútbol de la FIFA desde Rusia siguiendo a distintos equipos por todo el país, entre ellos España. En 2019 presenta junto a Ana Jurka el Mundial Femenino de la FIFA desde Francia. Para la cadena norteamericana Telemundo también cubre la final de la Copa Libertadores celebrada en el Estadio Santiago Bernabéu así como distintos eventos como el sorteo del Mundial de la FIFA en Rusia o los Premios The Best también organizados por la FIFA.